# Big Stone County
Big Stone County er et county i den amerikanske delstat Minnesota. Amtet ligger i den vestlige del af delstaten og grænser op til Traverse County i nord, Stevens County i nordøst, Swift County i sydøst og mod Lac qui Parle County i syd. Amtet grænser op til delstaten South Dakota i vest.
Big Stone Countys totale areal er 1 367 km² hvoraf 80 km² er vand. I 2000 havde amtet 5 820 indbyggere. Amtets administration i byen Ortonville som også er amtets største by. 
Amtet har fået sit navn efter søen Big Stone Lake som ligger i amtet.